# خالد ناري
خالد ناري (بالألمانية: Khaled Narey)‏ (23 يوليو 1994 بألمانيا - ) هو لاعب كرة قدم ألماني في مركز الظهير. لعب مع بادربورن 07 وبوروسيا دورتموند 2 وبوروسيا دورتموند وBayer 04 Leverkusen II ‏.

## روابط خارجية
- خالد ناري على موقع قاعدة بيانات كرة القدم.إي يو (الإنجليزية)
- خالد ناري على موقع بيانات كرة القدم. دي إي (الألمانية)
- خالد ناري على موقع Soccerway.com (الإنجليزية)
- خالد ناري على موقع عالم كرة القدم.نت (الإنجليزية)
- خالد ناري على موقع AS.com (الإسبانية)